# Szaúd-arábiai rali
2025-től a Rali-világbajnokság Szaúd-Arábiában is fog versenyezni. Az idény utolsó ralija lesz, megtörve a Japán rali évek óta tartó sorozatát. Már 2023-ban voltak tervek arra, hogy a raliautókat a sivatagos területre vigyék versenyezni a stage rally formátumban, de ez csak 2025-ben valósult meg. Ez lesz az első olyan rali, amelynek a pályarajzait mesterséges intelligenciával tervezik meg.